# Sylvio Lacharité
Pour les articles homonymes, voir Lacharité.
Sylvio Lacharité, née le 3 octobre 1914 à Sherbrooke et mort le 13 mai 1983, est un chef d'orchestre et compositeur canadien.

## Biographie
Sylvio Lacharité étudie le piano avec Germaine Malépart à Montréal et le chant grégorien avec Georges Mercure à l'abbaye de Saint-Benoît-du-Lac. Dans les années 1940 et 1950, il suit plusieurs cours d'été avec Pierre Monteux. En 1950, il étudie la composition et l'analyse avec Olivier Messiaen et Andrée Vaurabourg-Honegger à Paris ; enfin, il suit le cours d'Igor Markevitch à Salzbourg en 1959.
En 1939, Lacharité fonde l'Orchestre symphonique de Sherbrooke et en demeure le chef d'orchestre jusqu'en 1969. De 1944 à 1959, il dirige l'Harmonie de Sherbrooke. Il est également le directeur de la musique du régiment Les Fusiliers de Sherbrooke de 1946 à 1960. En 1958, il dirige l'orchestre des Concerts Pasdeloup à Paris, puis, en 1964, il est nommé chef principal de l'Orchestre de chambre de Radio-Canada. De 1962 à 1965, il est directeur musical du Théâtre lyrique de Nouvelle-France, où il dirige entre autres Lakmé (1962), Tosca (1963), Werther (1963) et Così fan tutte (1964). Il a également été directeur musical des Concerts Couperin au Québec. En 1964, il dirige la création mondiale de l'Ennéade, une œuvre de son ancien élève de piano Serge Garant.
En 1950, Lacharité devient président de l'Association des musiciens canadiens à Paris. En 1956-1958, il est président de Jeunesse et Musique Canada (YMC), au centre d'arts Orford, où il dirige plusieurs classes d'orchestre. Il enseigne au Conservatoire de musique du Québec à partir de 1952, où il devient directeur adjoint en 1971. À cette époque, il est également directeur attitré de l'Orchestre de Radio-Canada à Québec. De 1974 à 1977, il est directeur du Conservatoire de Chicoutimi, puis cadre-conseil au département de musique du ministère de la Culture du Québec jusqu'en 1979.
Lacharité compose plusieurs œuvres orchestrales, dont l'ouverture Vision d'Ézéchiel, le poème symphonique Le Vaisseau d'or et la suite Portraits en miniature.

## Hommages et honneurs
En 1982, Lacharité est nommé membre de l'Ordre du Canada. En 1988, le Théâtre Granada, situé dans de sa ville natale, donne son nom à sa salle de théâtre, la salle Sylvio-Lacharité, en l'honneur de sa promotion de la vie musicale et culturelle de la région. La rue Sylvio-Lacharité de Sherbrooke et le mont Sylvio-Lacharité honorent aussi sa mémoire.